# Out (Kölner Szenekneipe)
Das Out war eine Musiker-, Künstler- und Studentenkneipe an der Alteburgerstraße, Ecke Kurfürstenstraße in der Kölner Südstadt, bestand von 1981 bis 1989 und gehörte der Monheimer Brauerei. Es war in den 1980er Jahren Anlaufpunkt zahlreicher Kölner Künstler, die entweder Rang und Namen hatten oder dies für sich reklamierten. Die spätere Schauspielerin und Komikerin Gaby Köster stand hier regelmäßig hinter dem Tresen ebenso wie ihr Kousin Gerd und andere Mitglieder der Schroeder Roadshow.

## Geschichte
Das Out eröffnete 1980. Es gehörte der Monheimer Brauerei und wurde von Pächtern betrieben. Die Kneipe lag an der Ecke Alteburger-Kurfürstenstraße im Souterrain, von der Straße nur ein, zwei Stufen hinunter. Neben dem Tresen gab es nur eine spärliche Ausstattung. Vor einer Wand eine kurze Bank, ansonsten standen drei bis vier von Hockern flankierte, einbeinige Stehtische im Raum. Die Tischplatten hatten die Form der als Rolling-Stones-Logo bekannten heraus gestreckten Zunge und waren entsprechend farbig gestaltet. Der enge Durchgang zu den Toiletten lag direkt neben der Theke. Aufgrund des begrenzten Platzangebotes wurde u. a. in der Kölner Stadtrevue der Anzeigentext „Kneipe eng - Leute breit“  geschaltet. Neben dem Durchgang hing das Original-Tourplakat der Rolling Stones von 1982 mit einem großen Ganzkörperporträt von Mick Jagger. Auf dem Bild war Jagger nicht von Schupi, dem Betreiber des Out, zu unterscheiden. Die frappante Ähnlichkeit war ein Running Gag im Out. Das Plakat war als Bildwitz aufgehängt, da es an diesem Ort eine spielerische Doppelbedeutung erhielt. Auch der Namenswahl der Kneipe lag eine ironische Mehrdeutigkeit zugrunde. Einerseits spielte man hier mit dem In-/Out-Sein, gleichzeitig aber interessierte sich keiner der Besucher des Out ernsthaft dafür, ob man selbst oder der Laden in oder out seien.
Als neben dem Out die bis heute bestehende Deutsche Weinkneipe eröffnete, wurde das Out kurzzeitig in Deutsche Lachkneipe umgetauft. Als Rausschmeißer lief regelmäßig kurz vor ein Uhr (der damals in ganz Westdeutschland geltenden Sperrstunde) der Song Ultradeterminanten der Wave-Punk-Truppe Kowalski.
Das Out schloss im Jahr 1989, nachdem 1988 das Oberlandesgericht Köln nach einer Klage von Hausbewohnern wegen Lärmbelästigung den Betreibern untersagte, dort weiterhin Musik zu spielen. Zunächst versuchte man noch die Kneipe ohne Musik fortzuführen.

## Das Umfeld
Gegen Ende der 1970er und Anfang der 1980er Jahre entstand in der Kölner Südstadt, neben dem vorwiegend studentischen Quartier Latin rund um den Barbarossa- und Zülpicher Platz ein quirliges Szeneviertel aus zahlreichen, sich als „alternativ“ verstehenden Kneipen, Cafés und Imbissbuden.
Infolge des Abrisses der zwischenzeitlich besetzten Schokoladenfabrik Stollwerck 1987 entstanden die Kunst- bzw. Veranstaltungsorte Kunsthaus Rhenania und Bürgerhaus Stollwerck. In unmittelbarer Nähe lag überdies die Fachhochschule für Kunst und Design (deren Gebäude im Volksmund Busentempel genannt wird), die bis zu ihrer Schließung im Jahr 1993 zahlreiche Künstler und Kunststudenten anzog. Auch das Rautenstrauch-Joest-Museum für Völkerkunde und die Pfandleihe der Stadt Köln lagen am Kartäuserwall.
Ein weiterer wesentlicher Faktor für die Entstehung der Kölner Kneipenkultur war die zunehmende Monopolisierung des Kölner Brauereigewerbes. Kölsch wurde zur geschützten Marke. Nur „Kölsch“, das innerhalb der Stadtgrenzen gebraut wurde, durfte sich so nennen. Das bewegte außerhalb liegende Brauereien dazu, brauereibetriebene Kölsch-Kneipen zu eröffnen. Die Peters-Brauerei aus Monheim etwa betrieb das Out und das Opera.
Durch diese Einflussfaktoren begünstigt, verdoppelte sich von 1973 bis 1987 nahezu die Anzahl der Gaststätten der Südstadt von 109 auf 206.

## Die Szene der Südstadt in der Literatur
„In den 80er Jahren entwickelte sich hier das Eldorado der Szenekneipen, die der Südstadt nach der Stollwerck-Besetzung das Image vom Alternativviertel bescherten. Angefangen hatte das alles mit dem legendären „Chlodwig-Eck“ […] und weitete sich dann metastasenartig aus. Entweder waren es Stammgäste, denen der eigene Bierausschank billiger wurde und die eigene Kneipen gründeten, oder ehemalige Kellner, die sich selbständig machten oder einfach auch die Expansion erfolgreicher Szenegastronomen, die mit ihren Gewinnen und dem Segen der Brauereien neue Läden gründeten.“